# Ionia (Iowa)
Ionia è un comune degli Stati Uniti d'America, situato nello Stato dell'Iowa, nella contea di Chickasaw.